# Stigmergi
Stigmergi er studiet af (og handler om) at spontan organisering kan/vil skabes "nedefra", uden nødvendighed af ledelse eller "ingeniør". 
Stigmergi kan defineres som En spontan organisering ved deltageres markeringer (stigma) og ageren i omgivelsen. Hvor alle deltagere er ens m.h.t. signalering, sansning og reaktion.
Levende celler eller organismer påvirkes af omstændighederne, men påvirker også selv omgivelserne, enten ved at efterlade sig spor/signaler, eller ved deltagernes interaktion, når de lever i samfund. Der opstår af sig selv (Emergens) en organisering og out-put, (eksempelvis myretuer, termitboer). Selv om den enkelte deltager ikke er intelligent.
For højerestående væsener kan det manifestere sig i sværm/stime og flok-adfærd og i meget komplekse systemer/ netværk.
Overordnet ligner det en planlagt organisation, men - evolutionen (kendsgerning) – efterlader ikke en perfekt verden - uden fejl. Evolutionens kreative mekanisme er i korthed, variationer, tilfældigheder og kummulativ selektion. Forandring på forandring og nye egenskaber, hvor "Fit enough is good enough!" Når en organisme så er "tilpas egnet" til at den kan overleve og formere sig i omgivelsen, vil dens efterkommere udvikles og tilpasses mod det bedste (fit) mulig på tid og sted.
Stigmergi-fænomenet kan, i overført betydning, også være den gensidige påvirkning, vekselvirkning og selvorganisering/regulering (uformel org.) af og imellem: samfund, teknologi (energi, robot, IT), kommunikation (videndeling/ spredning), natur, ideologi, økonomi, m.fl.